# Clostridium halophilum
Clostridium halophilum  è una specie di batterio appartenente alla famiglia delle Clostridiaceae.